# Anna Haag (politicus)
Anna Pauline Wilhelmine Schaich, beter bekend als Anna Haag, (Althütte, 10 juli 1888 - Hoffeld, 20 januari 1982) was een Duitse auteur, pacifist, politicus van de Sozialdemokratische Partei Deutschlands en vrouwenrechtenactiviste. Haag hield tijdens de Tweede Wereldoorlog geheime dagboeken bij. Deze werden in 2021 gepubliceerd in boekvorm met de titel Vreemdeling in eigen land.

## Levensloop
Haag werd geboren op 10 juli 1888 in Althütte en groeide op als derde kind in een bescheiden gezin met zes kinderen. Haar vader was leraar. In 1901 verhuisde het gezin naar Dettingen an der Erms. Nadat Haag twee jaar middelbaar onderwijs had gevolgd, moest ze thuisblijven om te helpen in het huishouden. In 1909 trouwde ze met Albert Haag. Het stel woonde in Lähn (Wleń) en Treptow an der Rega (Trzebiatów) waar Albert Haag werkzaam was als leraar. In 1910 werd hun eerste dochter Isolde geboren. Twee jaar later verhuisde het gezin naar Boekarest. Aldaar begon Haag met het schrijven voor Duitse kranten en krijgt positieve reacties op haar werk. In 1915 kwam hun tweede dochter, Sigrid, ter wereld.
Het uitbreken van de Eerste Wereldoorlog in 1914 had grote invloed op Haag. Een van haar broers kwam om in Rusland en de vele doden en gewonden wakkerden een sterke drang naar pacifisme aan dat ze haar hele leven behield. Dit leidde ertoe dat ze zich in 1915 aansloot bij de International Women's International League for Peace and Freedom (IFFF) die op dat moment nog geen Duitse tak had. In 1916 beheerde Haag een opvangcentrum voor vluchtelingen in Boekarest. Haar man was op dat moment geïnterneerd. Na de Eerste Wereldoorlog keerde het gezin terug naar Duitsland en vestigde zich in Nürtingen. Eenmaal terug in Duitsland begon Haag met het schrijven van romans. Haar werk Tagebuch einer Mutter werd in diverse Duitstalige kranten gepubliceerd. In deze periode werd Haag ook politiek actief en sloot ze zich aan bij de Sozialdemokratische Partei Deutschlands. Haag was van mening dat deze politieke partij zou zorgen voor een democratisch Duitsland. Haar ervaringen tijdens de Eerste Wereldoorlog hadden ervoor gezorgd dat ze fel anti oorlog was. In 1922 werd hun derde kind, zoon Rudolf, geboren. In 1926 verhuisde het gezin naar Stuttgart. Datzelfde jaar verscheen haar boek Die vier Roserkinder.
Haag was sinds 1925 betrokken bij de Duitse tak van de IFFF. In 1933 werd deze organisatie in nazi-Duitsland verboden en het is mogelijk dat ze om deze reden een publicatieverbod kreeg. Dit wordt echter tegengesproken door auteur Günter Randecker die stelt dat enkele van de teksten uit haar roman Die vier Roserkinder werden gepubliceerd in nationaalsocialistisch-gezinde propaganda voor Duitse meisjes.
Tijdens de Tweede Wereldoorlog hield Haag in het geheim dagboeken bij over haar leven in het Derde Rijk. Aanvankelijk verstopte ze deze in de kelder, maar begroef ze later in de tuin. Uit het dagboek blijkt dat zij als gewone Duitser, in tegenstelling tot het na-oorlogse Wir haben es nicht gewusst-excuus, een aanzienlijke kennis had van de misdaden van het Nazi-regime. Het 500 pagina's tellende dagboek zette Haag na de oorlog om in een getypt manuscript, maar kon geen uitgever vinden die het wilde uitgeven.
Na de Tweede Wereldoorlog reisde Haag enkele malen naar de Verenigde Staten om het negatieve beeld dat Amerikanen hadden over Duitsland te verbeteren. Dit leidde tot de oprichting van de Deutsch-Amerikanischen Frauenclub in Stuttgart. Daarnaast was Haag betrokken bij de wederopbouw van Stuttgart en bij de oprichting van een ziekenhuis voor personen met neurologische aandoeningen en een psychotherapeutische kliniek in Stuttgart-Sonnenberg.
De tijdens de oorlog verboden Women’s International League for Peace and Freedom blies ze in 1945 nieuw leven in en werd voorzitster van de Württembergse tak van de vereniging. In 1946 werd Anna Haag benoemd tot lid van de samenstellende staatsvergadering van de SPD en vervolgens tot lid van de Landdag van Baden-Württemberg. Ze zette zich onder meer in voor de decriminalisering van abortus. Daarnaast was Haag van mening dat militaire dienstplicht waarbij dienstplichtigen gedwongen werden wapens te gebruiken onwenselijk was. Pacifisten zouden volgens Haag dienstplicht mogen weigeren. Wet 1007 van deelstaat Baden-Württemberg die Haag invoerde werd deels overgenomen in de grondwet van Bondsrepubliek Duitsland ("Niemand mag tegen zijn geweten in gewapende dienst worden gedwongen").
Vanaf 1949 gaf Haag het tijdschrift Die Weltbürgerin uit en was ze betrokken bij de campagne voor de politieke vorming van vrouwen. Ze was betrokken bij de Gemeentelijke Adviesraad van Stuttgart en richtte de Arbeitsgemeinschaft Stuttgarter Frauen op. Vanaf 1950 begon Haag zich minder te richten op politiek en meer in te zetten voor maatschappelijke projecten. In 1951 was ze betrokken bij de oprichting van een woonhuis met werkplaats voor vrouwen, thans bekend als het Anna-Haag-Haus. Haag zette zich in voor de erkenning van het werk van huisvrouwen en richtte de huisvrouwenvereniging op.
In 1968 bracht Haag haar autobiografie Das Glück zu leben: Erinnerungen an bewegte Jahre uit. In deze autobiografie verwerkte ze delen van de dagboeken die ze tijdens de oorlog had bijgehouden. In 1981 schonk de dochter van Haag het volledige manuscript van de dagboeken aan het stadsarchief van Stuttgart. Haag overleed op 20 januari 1982 in Hoffeld.

## Denken ist heute überhaupt nicht mehr Mode
In 2003 werden enkele stukken van het dagboek door de zoon van Haag gepubliceerd. Edward Stimms, directeur van het Centre for German-Jewish Studies, publiceerde delen van het dagboek van Haag in 2016 onder de naam Anna Haag and her Secret Diary of the Second World War. A Democratic German Feminist’s Response to the Catastrophe of National Socialism. Drie jaar later werd het boek in het Duits uitgegeven.
In 2021 werd het manuscript voor het eerst volledig gepubliceerd onder de naam „Denken ist heute überhaupt nicht mehr Mode“. Tagebuch 1940–1945. In het Nederlands kreeg het boek de titel Vreemdeling in eigen land. Uit de dagboeken blijkt dat Haag een fervent tegenstander was van het nationaalsocialisme. Ze omschreef het luchtalarm als ‘Görings wonderhoorn’, noemde Adolf Hitler een charlatan en Joseph Goebbels een sadist.

## Werken (selectie)
- Die vier Roserkinder (1926)
- Renate und Brigitte (1932)
- Paul fliegt raus! (1937)
- … und wir Frauen? (1945)
- Die Weltbürgerin (1949)
- Ich reise nach Amerika (1950)
- Zum Mitnehmen: Ein bißchen Heiterkeit (1967)
- Das Glück zu leben: Erinnerungen an bewegte Jahre (1968)
- Gesucht: Fräulein mit Engelsgeduld; ein vergnüglicher Roman (1969)
- Der vergessene Liebesbrief und andere Weihnachts- und Silvestergeschichten (1969)
- Denken ist heute überhaupt nicht mehr Mode, Tagebuch 1940-1945 (2021)

## Varia
Ottmar Mergenthaler, de uitvinder van de Linotype-zetmachine, was de oom van Anna Haag.
- Bibsys: 1483107587115
- Gemeinsame Normdatei: 118544004
- International Standard Name Identifier: 0000 0000 3476 3891
- Library of Congress Control Number: n2004029855
- Nationale Bibliotheek van Tsjechië: mzk2017949285
- Nationale Bibliotheek van Israël: 987007460724905171
- Système universitaire de documentation: 076893669
- Virtual International Authority File: 8179239
- WorldCat: E39PBJm4Xc6rBYQQY4mYHykFKd